# Oude Markt (Sittard)
De Oude Markt in Sittard is een straat in het centrum van de stad. De straat is gelegen binnen de historische stadsomwalling van Sittard en loopt van de Markt, het centrale plein van de binnenstad, naar het Kloosterplein, dat na een haakse bocht het westelijke verlengde vormt. Het is een vrij smalle straat en zij heeft een lengte van circa 150 meter.

## Geschiedenis
De Oude Markt is een van de oudste straten van Sittard. Tijdens het ontstaan van de nederzetting maakte de straat onderdeel uit van een belangrijke oost-westroute. Hieraan was een motte gelegen waarop zich in de elfde eeuw de woning van de heer van Sittard bevond op de plaats waar zich thans het "Huis op de Berg" bevindt. 
Gezien de straatnaam werd in de vroege geschiedenis van de stad hier de markt gehouden, voordat deze omstreeks 1353 verplaatst werd naar de huidige Markt.

## Beschrijving
Aan de Oude Markt, die onderdeel is van het beschermd stadsgezicht, zijn meerdere monumentale bouwwerken gelegen:
- De Basiliek van Onze-Lieve-Vrouw van het Heilig Hart
- Het Mariapark
- Het voormalige Dominicanenklooster
- Het voormalige Ursulinenklooster

In de kloosters zijn tegenwoordig appartementen en een hotel gesitueerd. Verder bevinden zich in de straat nog een ander hotel en enkele 19e-eeuwse woonhuizen.
De Oude Markt kent geen zijstraten. Er geldt tegenwoordig eenrichtingsverkeer van zuid naar noord en het wegvak is alleen toegankelijk voor bestemmingsverkeer en (brom)fietsers.